# Cimetière Sainte-Marie et Saint-Nicolas (division I)
Le cimetière Sainte-Marie et Saint-Nicolas (division I) (également ancien cimetière de la paroisse Sainte-Marie et Saint-Nicolas) est un cimetière situé au 1 Prenzlauer Allee (de) dans le quartier Prenzlauer Berg du quartier berlinois de Pankow.

## Histoire
|                                                     |  |  |
| La chapelle néogothique du cimetière datant de 1863 |  |  |

Le cimetière est ouvert par les congrégations de l'église Sainte-Marie et de l'église Saint-Nicolas à la porte de Prenzlau dans le mur d'accise le 27 juillet 1802. Il est agrandi en 1814 et en 1847, pour atteindre une superficie totale de 35 400 m². En 1858, un nouveau terrain est acheté non loin de là, au numéro 7 de la Prenzlauer Allee : le nouveau cimetière Sainte-Marie et Saint-Nicolas (de).
Ces dernières années, le cimetière est restauré à grands frais. C'est surtout le mur Est, presque fermé, avec des tombes héréditaires de différents styles architecturaux, qui est conservé. Le mur nord est détruit lors de la bataille de Berlin. Le quartier général des Jeunesses hitlériennes était situé en face dans ce qui était alors le grand magasin Jonaß (de). Les défenseurs, dont des membres des Jeunesses hitlériennes, s'étaient retranchés derrière ces sépultures héréditaires.
Après avoir été fermé aux enterrements en 1970, le cimetière rouvre ses portes en 1995. Pendant cette longue période de repos, une végétation luxuriante s'est développée pendant la longue période de repos. Celle-ci est conservée dans certaines parties. Dans ce cimetière, quelques croix funéraires provenant de la Fonderie royale de fer prussienne (de) sont conservées dans ce cimetière. Il y a un relief en pierre d'Ernst Wenck (de) au-dessus de l'entrée principale. Il représente le parcours de l'homme de la naissance à la mort. Le mur et l'entrée principale sont maintenant (2022) dégradés par des graffitis.

## Tombes de personnalités importantes
(* = sépulture honorifique de l'état de Berlin)

Plan d'ensemble (les numéros se trouvent après les noms entre parenthèses)

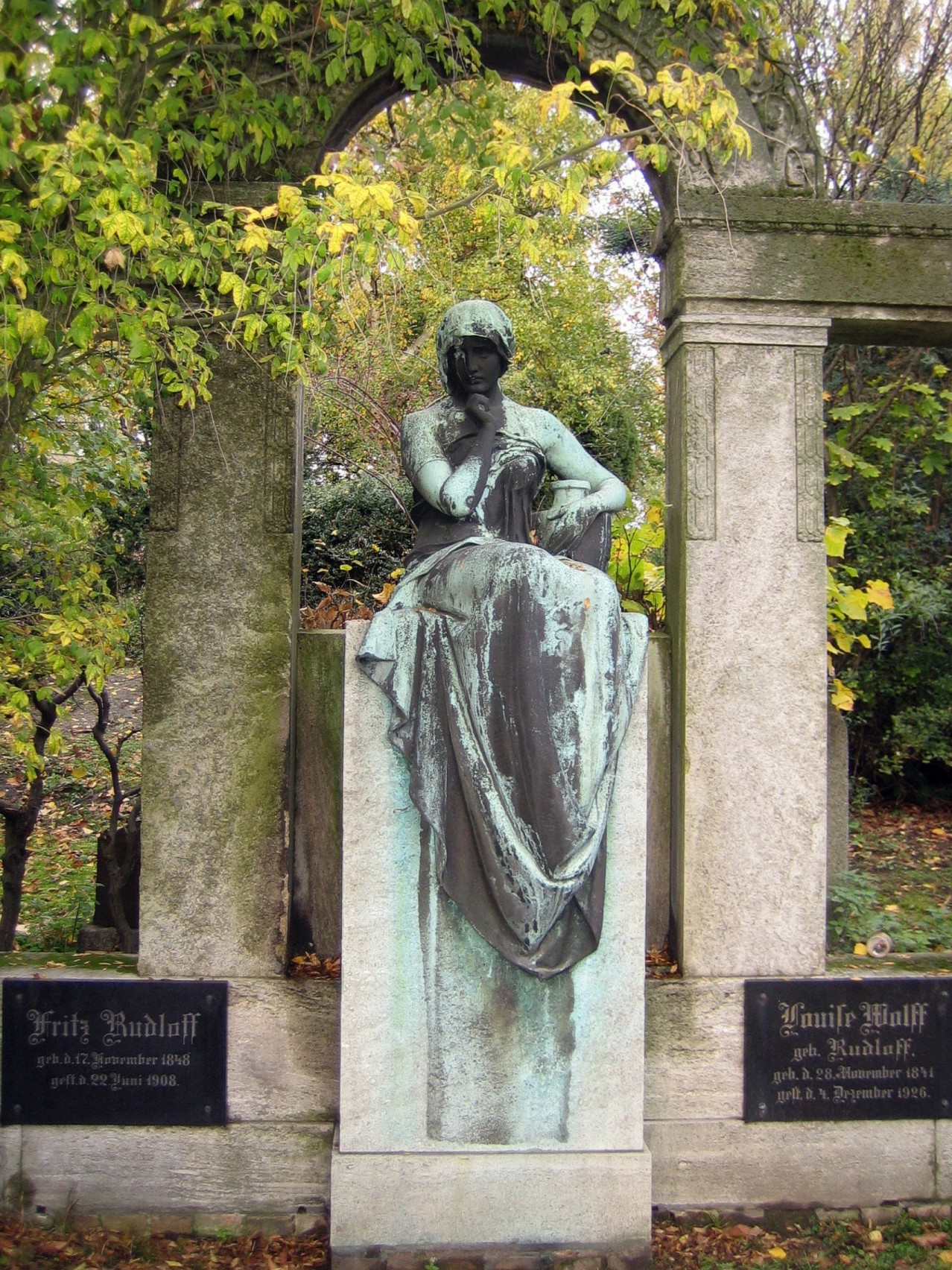
Sépulture héréditaire des familles Rudloff et Wolff, sculpture de Hans Dammann

- Bernhard Rode (1)* (1725–1797), peintre et graveur (transféré ici du Schützenfriedhof  recouvert de constructions; pierre tombale donnée par l'Académie des Arts en 1852)
- Christian Johann Richter (2) (1743–1814) (sépulture patrimoniale de la famille Richter, lieu de sépulture le plus ancien)
- Franz Daniel Friedrich Wadzeck (de) (3) (1762–1823), professeur, bibliothécaire, fondateur d'un orphelinat (Wadzeckstrasse)
- Konrad Gottlieb Ribbeck (de) (4) * (1759–1826), citoyen d'honneur, théologien, prévôt de Saint-Nicolas
- Gotthilf Benjamin Keibel (de) (5) (1770–1835), général de division
- Theodor Heinsius (1770–1849), éducateur, directeur du lycée berlinois du monastère franciscain
- Karl Ludwig Friedrich von Hinckeldey (7)* (1805–1856), chef de la police de Berlin, (buste de Friedrich Wilhelm Holbein)
- Carl Friedrich Wilhelm Knoblauch (de) (8) (1793–1859), fabricant de soie, conseiller financier secret prussien, ancien de la ville, conseiller municipal de Berlin
- Ludwig Jonas (de) (9) * (1797–1859), prédicateur
- Carl Ritter (10) (1779–1859), cofondateur de la Société de géographie de Berlin
- Eduard Knoblauch (12)* (1801–1865), architecte (pierre tombale avec un médaillon de portrait, qui, cependant - à partir de 2012 - n'existe plus)
- Karl Immanuel Nitzsch (14) (1787–1868), prévôt à Saint-Nicolas
- Christian Wilhelm Brose (de) (15) (1781–1870), banquier (mausolée de la famille Brose de 1814/15, probablement basé sur un dessin de Karl Friedrich Schinkel)
- Johann Julius Wilhelm Spindler (de) (16) (1810–1873), fondateur de la teinturerie et de la blanchisserie (conception de Walter Kyllmann (de), 1886), Spindlersfeld (de) porte son nom
- Gustav Rose (17) (1798–1873), minéralogiste
- Christian Gottfried Ehrenberg (18)* (1795–1876), zoologiste, écologiste et géologue
- August Wilhelm Bach (1796-1869), compositeur et organiste, directeur de l'Institut royal de musique
- Heinrich Wilhelm Dove (19) * (1803–1879), physicien et météorologue
- Alfred Boretius (de) (21) (1836-1900), juriste, contributeur à Monumenta Germaniae Historica, journaliste
- Carl Spindler (de) (16) * (1841-1902), entrepreneur
- Bruno Brückner (de) (22) (1824-1905), prévôt et surintendant général de Berlin
- Heinrich Siegmund Blanckertz (de) (23) (1823-1908), fondateur de l'industrie allemande des ressorts en acier
- Ludwig Wessel (de) (24) (1879-1922), pasteur protestant
- Heinrich Wilhelm Dove (de) (19) (1853-1931), conseiller municipal, député du Reichstag
- Reinhold von Sydow (de) (1851-1943), ministre d'État prussien
- Franz Mett (de) (1904-1944), communiste et résistant
- Fritz Mierau (de) (1934–2018), slaviste, historien de la littérature, traducteur, éditeur et auteur

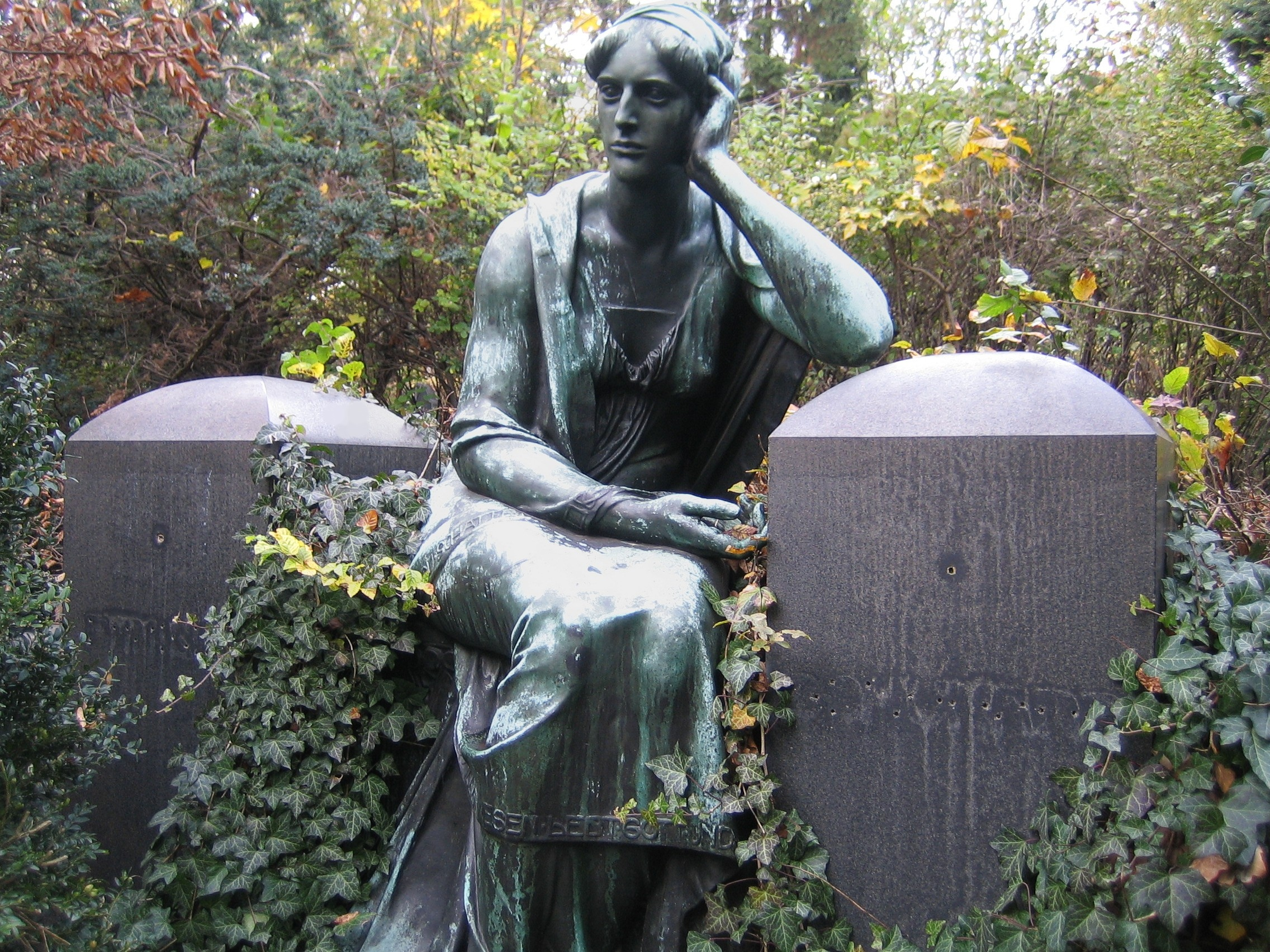
Enterrement de Schumann-Recke, sculpture d'Otto Stichling (de), vers 1906
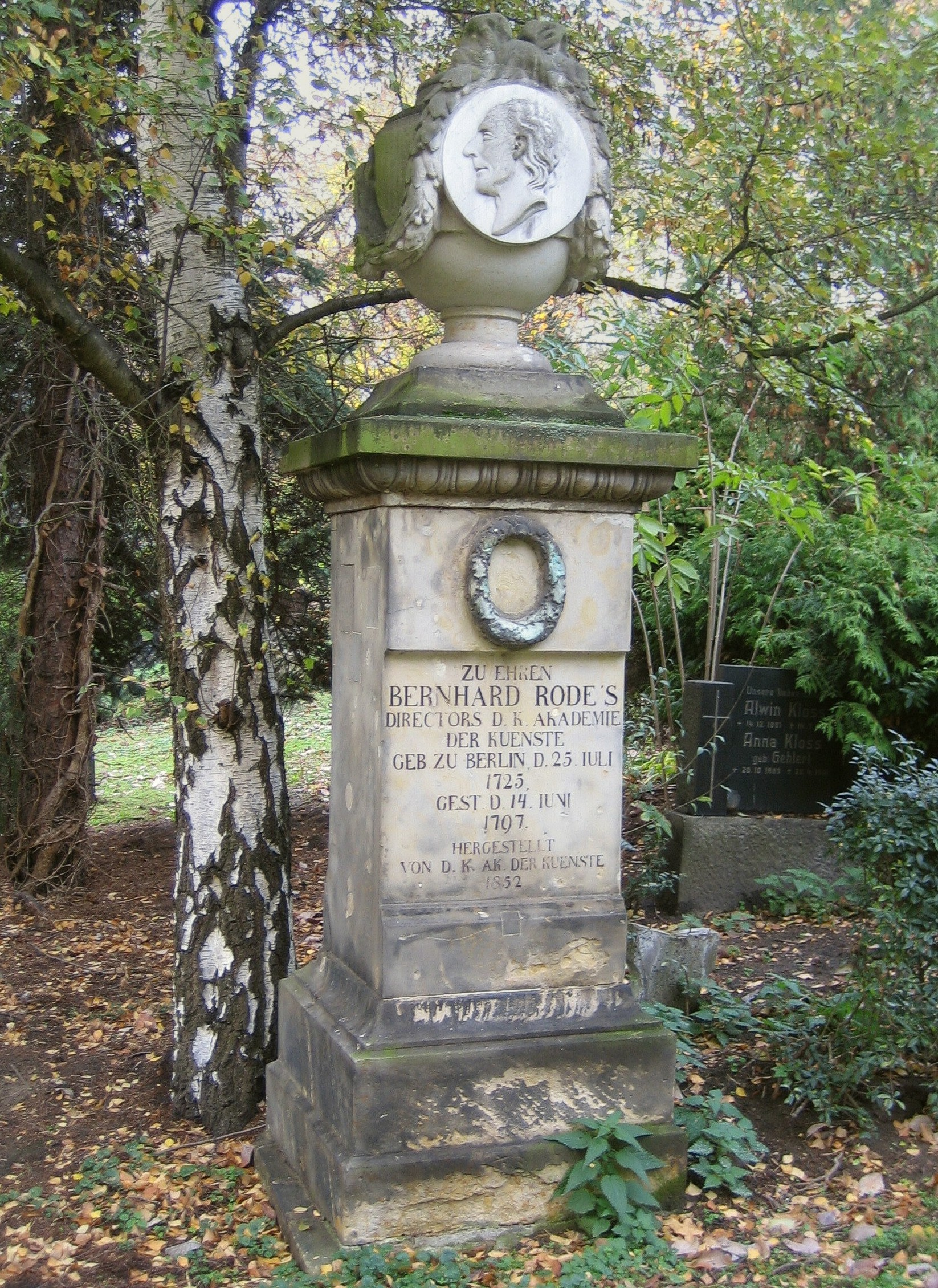
Tombeau de Bernhard Rode
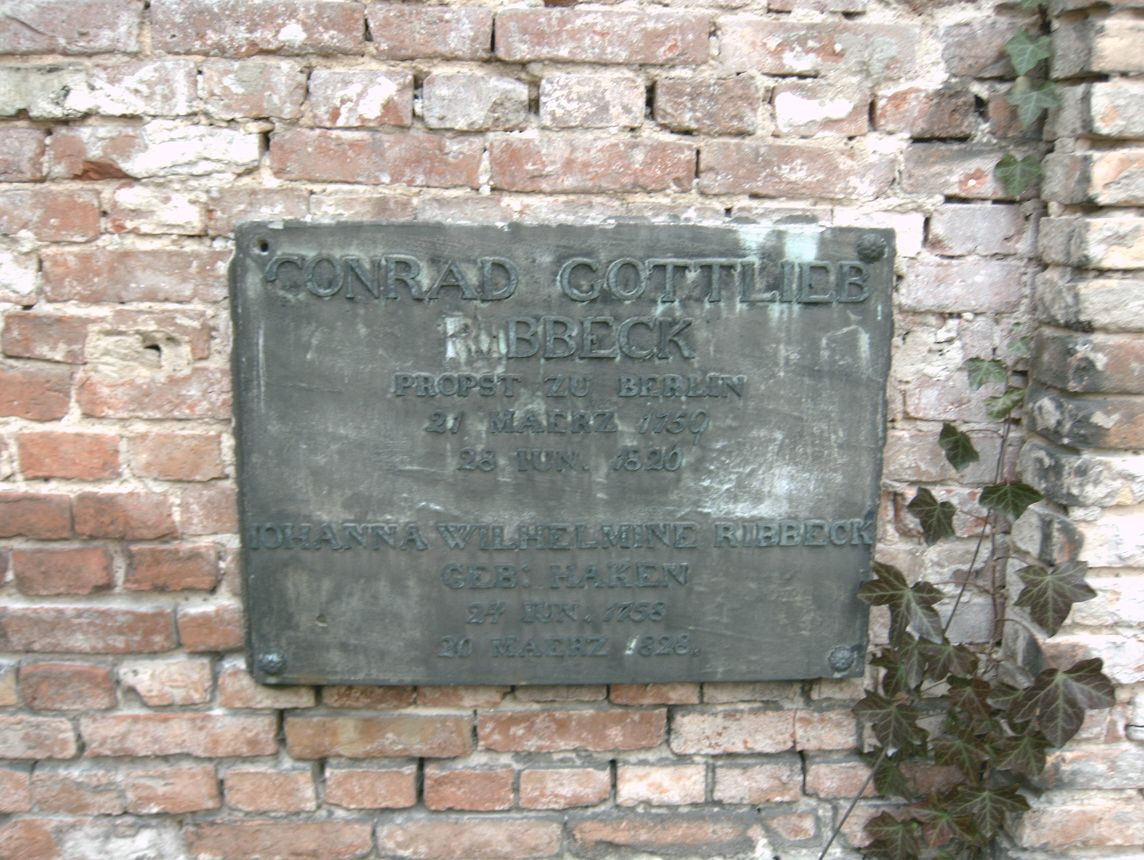
Assiette pour Konrad Gottlieb Ribbeck, prévôt de Berlin
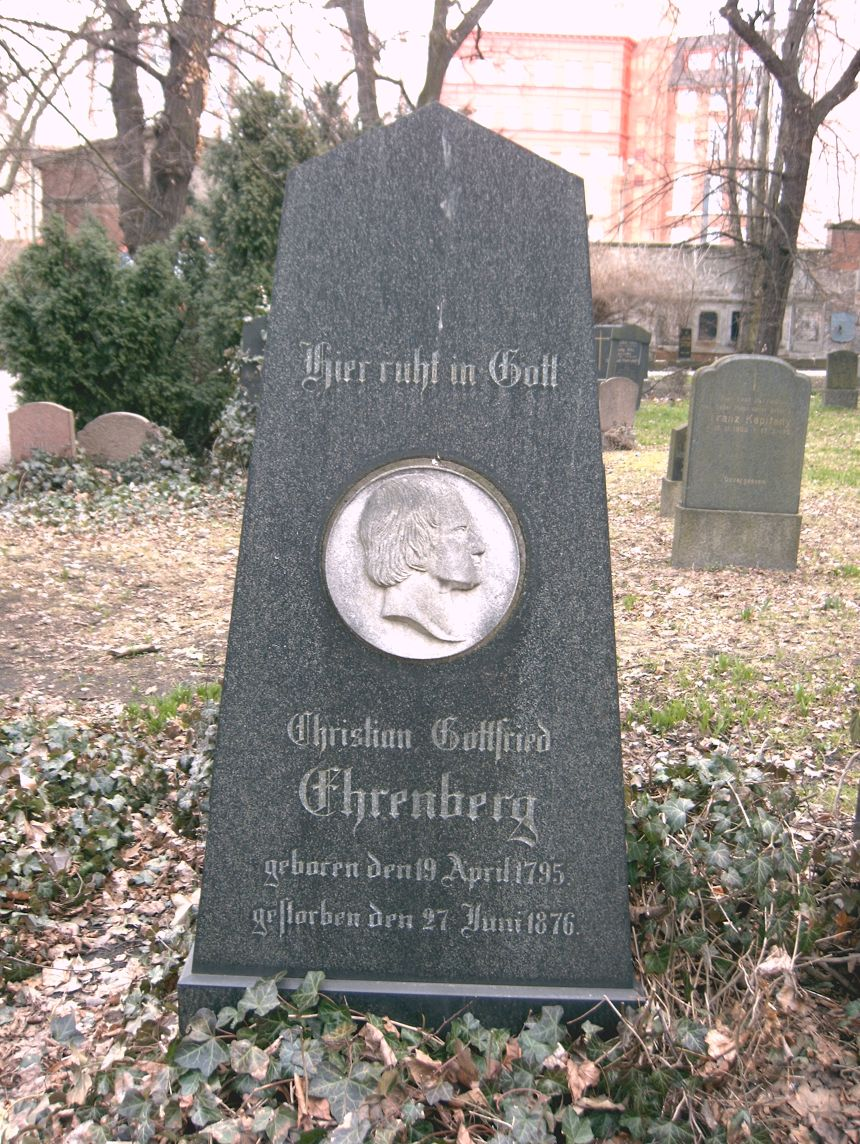
Tombe de Christian Gottfried Ehrenberg
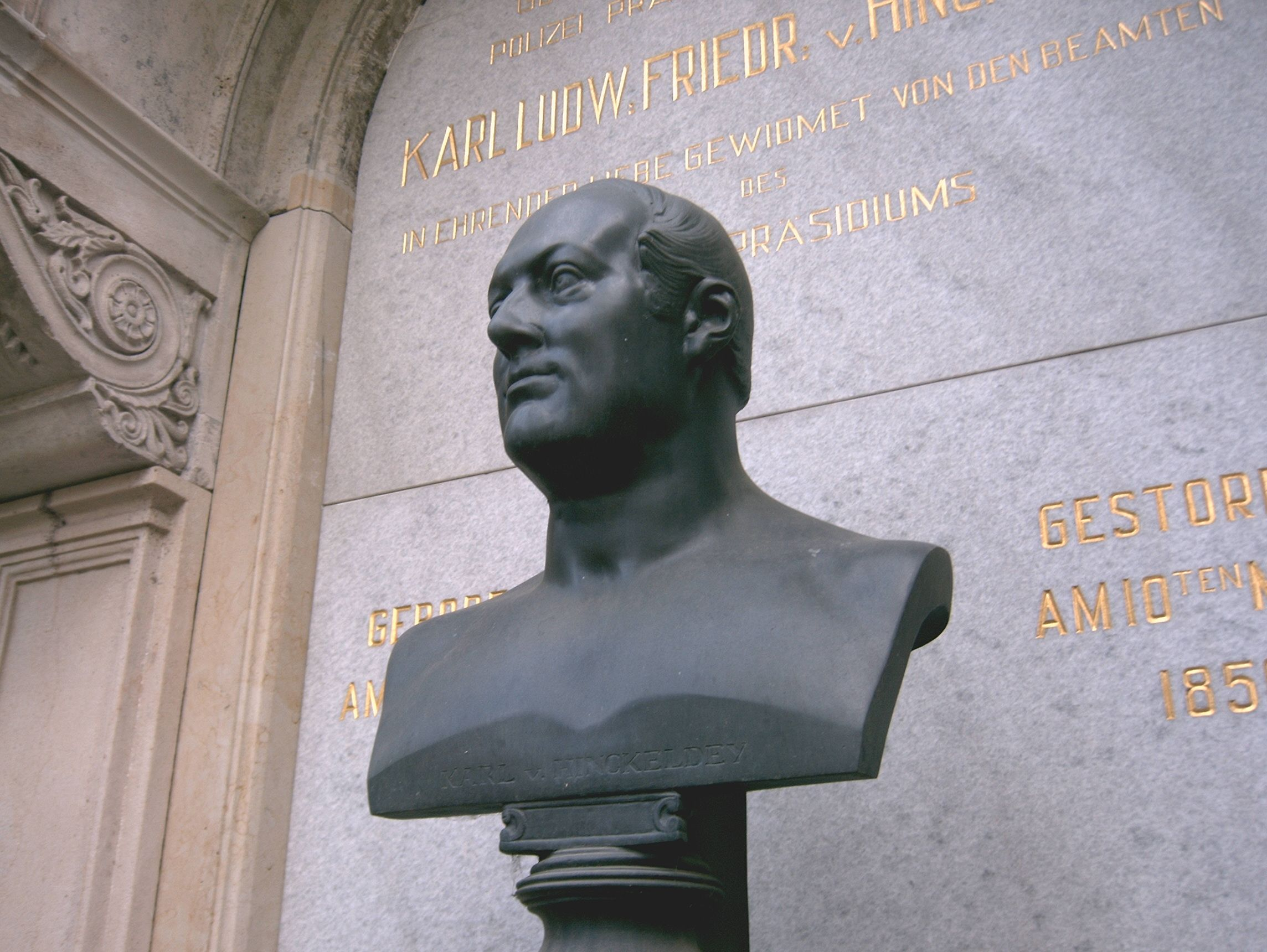
Funérailles héréditaires du chef de la police Hinckeldey

## Tombes d'intérêt architectural
|                            |  |                                  |
| Mausolée de la famille Leo |  | Tombe murale de la famille Franz |

- Mausolée de la famille Hildebrand (40), érigé en 1851
- Mausolée de la famille Leo (41), érigé en 1851
- Mausolée de la famille Kux (42), construit en 1871, rénové en 1993
- Tombe murale de la famille Franz en forme de portail (43), première inhumation en 1862
- Tombeau du conseiller de justice Kurt Ackermann avec figure funéraire "Flora" en marbre par Wilhelm Wandschneider, 1902
- Tombe de Schumann-Recke avec une pleureuse plus grande que nature par Otto Stichling (de) (44), vers 1906

## Anciennes tombes
- Friedrich Gedike (1754–1803), éducateur, directeur du lycée berlinois du monastère franciscain
- Gustav Köpke (1773–1837), éducateur, philologue et théologien, directeur du gymnase du monastère gris
- Johann Joachim Bellermann (1754–1842), théologien et sémite, directeur du lycée berlinois du monastère franciscain
- Heinrich Rose (1795–1864), découvreur de niobium
- August Wilhelm Bach (1796–1869), compositeur et organiste
- Carl Siechen (de) (mort en 1869), entrepreneur allemand, restaurateur et fondateur de la brasserie Siechen (de)
- Adolph Friedrich Riedel (1809–1872), archiviste et historien
- Johann Friedrich Bellermann (1795–1874), philologue et éducateur, directeur du lycée berlinois du monastère franciscain (pierre tombale avec médaillon de portrait par Alexander Gilli (de))
- Johann Christian Poggendorff (1796–1877), physicien
- Johann Gustav Stahn (de) (1806–1878), conseiller consistorial en chef et membre du Conseil de l'Église protestante de l'Union prussienne [1]
- Eduard Mandel (1810-1882), graveur
- Julius Friedländer (1813–1884), numismate
- Max von Forckenbeck (1821–1892), avocat, homme politique et maire de Berlin de 1878 à 1892
- Paul Jeserich (de) (1854–1927), chimiste médico-légal, inventeur de la photo et de la microphotographie médico-légales
- Erich Groschuff (de) (1874-1921), chimiste allemand

La tombe de Horst Wessel, détruite dès la fin de la guerre, mais toujours reconnaissable jusqu'en 2013, est d'un intérêt controversé. Joseph Goebbels a fait transformer à grands frais en marbre la tombe discrète de la famille Wessel pour en faire un mémorial national. Le père nationaliste allemand de Horst Wessel Ludwig Wessel (de), décédé en 1922, a été le pasteur de la congrégation Saint-Nicolas et celle-ci ne veut pas renoncer à la tombe de son ancien pasteur après 1945. Ainsi, jusqu'en 2013, un fragment de marbre portant les lettres Ludwig W rappelait son souvenir. En 2000, un comité de fossoyeurs antifascistes a revendiqué avoir creusé à cet endroit et jeté dans la Spree tous les restes osseux de la famille Wessel qui y avaient été trouvés. Selon la police, les fouilles n'ont toutefois été que superficielles. Les auteurs n'ont jamais été identifiés. Sa tombe est retirée du cimetière en juin 2013, après être devenue depuis la chute du mur un lieu de pèlerinage pour les néonazis